# آلسینوپولیس
آلسینوپولیس (به پرتغالی: Alcinópolis) یک منطقهٔ مسکونی در برزیل است که در ماتوگروسو جنوبی واقع شده‌است. آلسینوپولیس ۴٬۴۰۰ کیلومتر مربع مساحت و ۵٬۴۱۷ نفر جمعیت دارد و ۴۴۳ متر بالاتر از سطح دریا واقع شده‌است.